# 갈라타사라이 SK (축구)
갈라타사라이 스포르 쿨뤼뷔(튀르키예어: Galatasaray Spor Kulübü)는 흔히 갈라타사라이(Galatasaray)로 알려진 튀르키예의 이스탄불을 연고로 하는 튀르키예의 프로 축구 클럽이다. 갈라타사라이 SK에 소속되어 있는 축구부이며 이 스포츠 클럽은 갈라타사라이 대학교와 갈라타사라이 고등학교와 더불어 갈라타사라이 공동체에 소속되어 있다.
갈라타사라이는 46개의 국내대회 우승 타이틀을 보유하고 있는데 쉬페르리그를 역대 최다인 19회 튀르키예 쿠파스도 14회로 역대 최다 쉬페르쿠파도 13회로 최다 우승팀이다. 이스탄불 축구 리그가 해체되면서 1959년에 새로 출범한 쉬페르리그에서 모든 시즌에 개근한 세 개의 클럽들 중 하나이며 쉬페르리그 4연패 경험이 있는 유일한 클럽이다.
국제대회에서 갈라타사라이는 2000년에 UEFA컵과 UEFA 슈퍼컵을 획득 하면서 유럽 대항전 타이틀을 획득한 첫 튀르키예팀이 되었고 1999-2000년 UEFA컵에서는 무패우승을 거두며 UEFA가 주관하는 주요 대회에서 무패우승을 거둔 몇 안되는 팀으로 기록되었다. 1999-2000 시즌에는 쉬페르리그 튀르키예 쿠파스 UEFA컵 UEFA 슈퍼컵을 모두 한 시즌안에 우승 하면서 쿼드러플을 달성 하였다. 갈라타사라이는 튀르키예 클럽 역사상 IFFHS 세계 랭킹 1위를 기록한 경험이 있는 유일한 클럽이다.
2011년을 기점으로 갈라타사라이는 이스탄불의 세이란테프에 위치한 람스파크를 홈구장으로 사용한다. 그 전에 갈라타사라이는 알리 사미 옌 경기장을 홈으로 사용하였고 한때 베식타시 JK와 페네르바흐체 SK의 홈구장인 타크심 경기장이나 BJK 이뇌뉘 경기장을 공유하기도 하였다.
갈라타사라이는 다른 이스탄불의 주요 클럽들인 베식타시 JK 페네르바흐체 SK와 라이벌 관계를 가지고 있다. 갈라타사라이와 페네르바흐체와의 더비는 이스탄불의 보스포루스 해협을 사이에 둔 유럽 연고팀(갈라타사라이)과 아시아 연고팀(페네르바흐체)간의 경기임에 따라 크탈라르 아라스 데르비 (대륙간 더비)로 명명되었다.
갈라타사라이는 튀르키예에서 팬이 가장 많은 클럽이며 전 세계에 2,500만 명에 달하는 팬이 존재한다.

## 역사
갈라타사라이 SK는 1905년 가을, 알리 사미 옌과 갈라타사라이 고등학교 (1481년에 창립된 학교) 학생들로부터 축구 클럽으로 창단되었다. 갈라타사라이의 초대 회장을 알리 사미 옌이었다. 첫 경기 상대는 카디 케위 FC로 이 경기에서 갈라타사라이가 2-0 승리를 거두었다. 클럽의 이름에 대한이 토론되었고, 일부는 글로리아 (Gloria, 승리) 를, 그리고 몇몇은 오다스 (Audace, 용기)를 제안하였으나, 결국에는 갈라타사라이로 정해졌다.
| “              | 우리의 목표는 함께 경기하는 것이며, 색과 이름을 갖는 것, 터키 밖의 팀을 상대로 승리하는 것입니다. | ” |
| — 알리 사미 옌 |                                                                                                   |   |

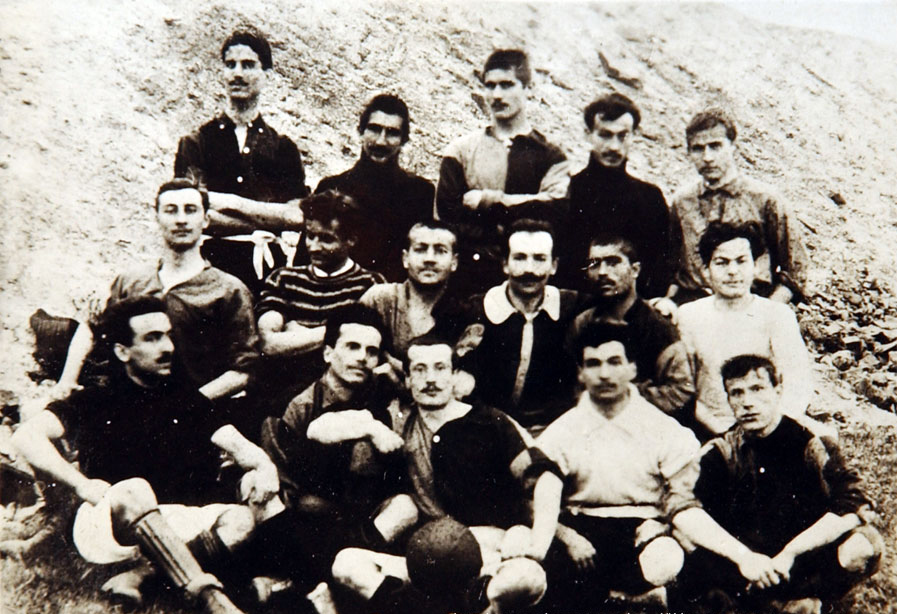
1905년 갈라타사라이의 최초 팀

갈라타사라이라는 이름은 1481년에 창립된 갈라타사라이 고등학교에서 유래하였으며, 이 학교의 이름은 갈라타 사라유 엔데룬-우 휘마윤 (Galata Sarayı Enderûn-u Hümâyûn, 갈라타 궁전 제국 학교)에서 나왔고, 이 학교 이름은 또다시 인근의 이스탄불 베욜루 (페라) 구에 위치한 중세 제노바 공화국의 성채인 갈라타 (현재의 카라쾨이)에서 유래하였다.
연구자 젬 아타베욜루에 따르면, 갈라타사라이라는 이름은 초창기 경기에 도입되었다고 언급하였다. 갈라타사라이가 지역의 그리스계 클럽을 상대로 2-0 승리를 거둔 경기에서 관중들은 이들을 "갈라타 사라유 에펜딜레리" (Galata Sarayı efendileri, 갈라타 궁전의 신사들) 라고 불렀고, 이 호칭을 도입해 클럽명을 "갈라타 사라유" (Galata Sarayı) 로 부르기 시작하였다. 오토만 제국 시대인 1905년, 축구에 관련된 법이 없어 클럽은 공식적으로 등록될 수 없었다. 그러나 1912년, 축구에 대한 법이 신설되면서, 클럽은 합법적으로 승인되었다.
창립자 알리 사미 옌과 더불어 아슴 테브피크 소누무트 레샤트 쉬르바니, 제브데트 칼파크슈올루, 아비딘 다베르 그리고 카밀을 비롯한 공동 창립자들은 이 종목에 의욕을 가졌다.
당시 터키계 클럽이 존재하지 않음에 따라, 갈라타사라이는 1905-06 시즌에 잉글랜드계와 그리스계 팀들로 구성된 이스탄불 리그에 참가하였다. 1907-08 시즌, 갈라타사라이는 첫번째 챔피언십 우승을 차지하였고, 이는 터키 축구의 초석을 세웠다.
터키에서 축구가 발전할 무렵, 갈라타사라이는 1952년까지 이스탄불 리그를 10차례 더 우승하였고, 일요일 리그를 6번, 금요일 리그를 3번 우승하였다. 1952년 터키에 처음으로 프로 리그가 출범하였으나 전국 리그가 아닌 이스탄불 프로 리그가 출범하였다. 이스탄불 프로 리그가 시행되었던 1952년과 1959년 사이, 갈라타사라이는 7시즌 중 3시즌을 우승하였다.

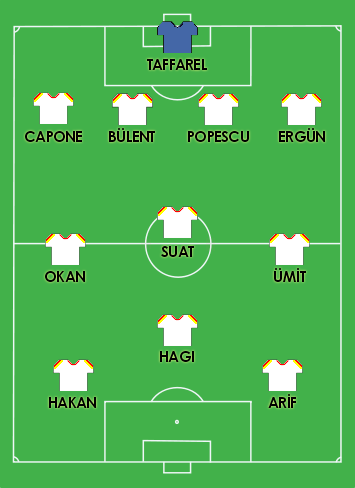
2000년 5월 17일, 아스널 FC를 상대로 한 2000 UEFA컵 결승전 라인업

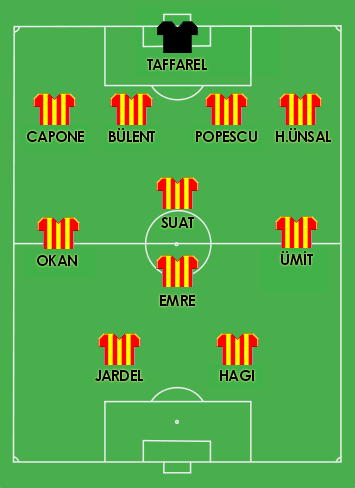
2000년 8월 25일, 레알 마드리드 CF를 상대로 한 2000년 UEFA 슈퍼컵 라인업

튀르키예 프로페쇼넬 1. 리기 (Türkiye Profesyonel 1. Ligi, 현재의 쉬페르리그) 가 1959년에 출범하였다. 이 리그는 터키의 축구 1부리그로 전국을 관여하며, 튀르키예에서 가장 인기있는 스포츠 대회이다. 1959년을 기점으로 갈라타사라이는 20번의 리그 우승을 거두었다.
터키 축구 협회는 "튀르키예 쿠파스" (Türkiye Kupası, 터키의 국내 컵대회로 현재 스폰서쉽 명명권에 따라 포르티스 튀르키예 쿠파스로 불린다.)를 조직하기 시작하였고, 1962-63 시즌을 기점으로, 터키 클럽들은 UEFA의 클럽대항전에 출전하기 시작하였다. 튀르키예 쿠파스는 터키의 유일한 컵대회이다. 갈라타사라이는 전 시즌에 개근하여 14번 타이틀을 차지하였다.
클럽 역사상 최고의 순간은 1986-87시즌 15개의 다른 종목에서 국내대회 우승을 거둔것이 꼽힌다.
갈라타사라이의 전성기는 1990년대말로, 이 시기에 갈라타사라이는 터키 클럽 최초로는 유럽대항전 트로피를 획득하였다. 이 우승의 주역은 자국에서 성장한 선수들이었고, 이들은 이후에 터키 축구 국가대표팀이 UEFA 유로 2000에서 2라운드 진출, 2002년 FIFA 월드컵에서 3위의 금자탑을 세우는데 큰 공을 세웠다. 재능 있는 선수들을 보유하는 것 외에도, 갈라타사라이 팬들의 도발적인 노래와 응원구, 관중이 일으키는 폭동은 글자 그대로 "지옥"으로 불렸으며, 원정팀 선수들은 알리 사미 옌 경기장을 방문하는 것을 꺼려하였다.
몇몇의 성공적인 축구 선수들은 갈라타사라이에서 활약하며 터키 축구의 역사에 이정표를 세웠다. 1930년대 전설적이 선수들 중에는 국가영웅 에슈파크 아이카스; 21세에 숨진 보두리; 한경기 역대 최다골인 14골을 기록한 메흐메트 레블레비; 1950년대에는 선수로, 이후로는 감독으로 성공을 거두어 바바 (Baba, 아버지) 라는 별칭이 붙은 귄뒤즈 클르슈; 뷜렌트 에켄과 레하 에켄 형제; 1954년 FIFA 월드컵에서 해트트릭을 기록한 수아트 마마트; 갈라타사라이에 뼈를 묻은 조슈쿤 외자르; "베를린의 표범"으로 불리는 위대한 골키퍼 투르가이 셰렌; 터키 축구 국가대표팀과 갈라타사라이의 주장을 역임했으며, 2000년 UEFA컵 우승을 지휘한 파티흐 테림; 6차례 쉬페르리그 득점왕에 오른 메틴 오크타이 페널티킥 선방으로 알려진 또다른 뛰어난 골키퍼 조란 시모비치; 갈라타사라이 역대 최다인 342경기에 출전한 쥐네이트 탄만; 1988년 갈라타사라이에서 활약하면서 유러피언 골든슈를 받은 뛰어난 골잡이 탄주 솔라크; 탄주 솔라크의 알바니아 출신 팀동료로 프리킥 스페셜리스트였던 세바트 프레카지; 브라질 축구 국가대표팀 일원으로 월드컵 우승을 거두었던 클라우지우 타파레우; 루마니아의 축구 영웅으로 튀르키예에서 활약한 역대 최고의 선수로 추앙받는 게오르게 하지; 팬들에게 슈퍼마리오로 불리며 2000년 UEFA 슈퍼컵에서 레알 마드리드 CF를 상대로 2골을 득점한 마리우 자르데우; 그리고 마지막으로 249골을 득점하여 쉬페르리그 역대 최다 득점자에 이름을 올린 하칸 쉬퀴르가 있다.

### 구단명과 발음
갈라타사라이라는 이름은 1481년에 창립된 갈라타사라이 고등학교에서 유래하였으며, 이 학교의 이름은 갈라타 사라유 엔데룬-우 휘마윤 (Galata Sarayı Enderûn-u Hümâyûn, 갈라타 궁전 제국 학교)에서 나왔고, 이 학교 이름은 또다시 인근의 이스탄불 베욜루 (페라) 구에 위치한 중세 제노바 공화국의 성채인 갈라타 (현재의 카라쾨이)에서 유래하였다. 갈라타사라이는 글자 그대로 "갈라타 궁전"을 뜻한다.
갈라타사라이와 동일한 형태의 지소사는 존재하지 않는다. 팬들은 클럽을 정식 명칭이나 별칭인 "짐 봄 봄" (Cim Bom Bom) 이나 약칭인 '짐 봄' (Cim Bom)으로 불린다. 정식 명칭의 약칭인 '갈라' (Gala)는 유럽이나 아메리카 등의 해외에서 간혹 쓰이기도 한다.
갈라타사라이는 합성 단어이며 발음도 그렇게 된다. 많은 비터키어권 사람들이 하는 발음 실수는 갈라-타사라이 (Gala-tasaray) 로 음절을 나누는 것이다. 이 단어를 음절에 따라 맞게 나누면 갈라타-사라이 (Galata-Saray) 로 두 음절 사이에 잠깐 멈추어 발음을 하도록 한다.

## 문양

갈라타사라이 SK의 초창기 문양

갈라타사라이 문양은 셰브키 에게에 의해 333 [학교 번호]로 그려졌다. 이 문양은 날개를 펼친 독수리가 부리로 축구공을 무는 형태를 형상화하였다. 독수리는 갈라타사라이의 초창기에 등장하였었다. 그러나 이름이 많은 주목을 받지 못하자, 셰브키 에게의 작품은 더 이상 상용화되지 않았다. 이후 문양은 1920년대부터 현재의 형태를 취하였다. 이 문양은 아예툴라 에민에 의해 고안된 “가인-신”(Ghayn-Sin) 문양으로 대체되었다.

## 홈구장

### 알리 사미 옌 경기장
갈라타사라이가 창단될 당시 터키계 클럽들 중 홈구장을 가진 경기장은 없었고, 모든 이스탄불 리그의 경기는 파파즌 사유르 (현재 페네르바흐체 SK의 쉬크뤼 사라졸루 경기장이 이 경기장의 터에 지어졌다)에서 경기를 치루었다. 1921년, 이스탄불의 첫 축구전용 경기장인 타크심 경기장이 완공된 후, 이스탄불의 모든 클럽이 이 경기장을 홈구장으로 사용하였다. 역사적인 타크심 경기장이 1940년에 해체되자 갈라타사라이는 크고, 현대적인 경기장을 건립하기로 결정하였다. 제2차 세계대전으로 어려움을 겪으면서 구장 건설은 20여년 가까이 연기되었다. 이 시기동안, 갈라타사라이는 셰레프 경기장과 돌마바흐체 경기장을 홈구장으로 사용하였다. 1964년 12월 20일, 갈라타사라이 창립자인 알리 사미 옌의 이름을 딴 경기장인 알리 사미 옌 경기장이 이스탄불 중심부인 쉬슐리 구의 메지디에쾨이에 개장하였다. 1964년에 이 경기장은 35,000명을 수용할 수 있었다. 입석의 금지와 안전문제 개선을 위해, 1993년에 모두 좌석으로 교체되면서 수용인원이 22,000명으로 감소하였다. 몇년 후 지진으로 피해를 본 메인 스탠드를 보수하였고, 그에 따라 수용인원이 약간 증가하였다. 2002년 이후, 아타튀르크 올림픽 경기장이 이스탄불의 올림픽 유치를 위해 완공되자, 갈라타사라이는 이곳에서 UEFA 챔피언스리그 홈경기를 치루었다. 터키 경기장의 최다 관중 기록이 갈라타사라이-올림피아코스 FC와의 경기에서 79,414명의 관중이 오면서 경신되었다. 그러나, 알리 사미 옌 경기장이 더 작고 노후한 경기장임에도 불구하고 갈라타사라이 팬들에게 역사적인 상징으로 꼽혔다.
2011년, 튀르크 텔레콤 아레나가 새로 개장하면서 이곳에서 홈경기를 치루게 되었고, 알리 사미 옌을 철거하였다.

### 튀르크 텔레콤 아레나
갈라타사라이의 신 홈구장인 튀르크 텔레콤 아레나는 쉬슐리 구 마슬라크 산업단지 인근의 아슬란테프 구역에 위치한다. 신 구장은 2011년 1월 15일에 개장하였고, 52,695명을 수용할 수 있는 터키의 최대 구단 전용 구장이다.

#### 경기장 찬가
1998년을 기점으로, 갈라타사라이의 득점마다 헤르메스 하우스 밴드의 "I Will Survive" 마지막 구절을 튼다. 곡은 영문으로 되어 있으나, 여기에 사용되는 구절에는 가사가 없고 "라 라 라 라"하고 흥얼거리는 부분만 존재한다. 이 외에도, 경기 전마다 마칭 치프스 (Marching Chiefs, 플로리다 주립 대학의 행진 밴드)의 플로리다 주립 대학의 전투 구호 (갈라타사라이 전투 구호)를 외치며, 이는 "스카프 쇼"라는 스카프와 깃발 흔들기가 동원된다. 많은 사람들은 팬들의 지속적인 시끄러운 외침 때문에 튀르크 텔레콤 아레나를 '제헨넴' (Cehennem, 지옥) 이라고 부른다.

### 경기장 역사

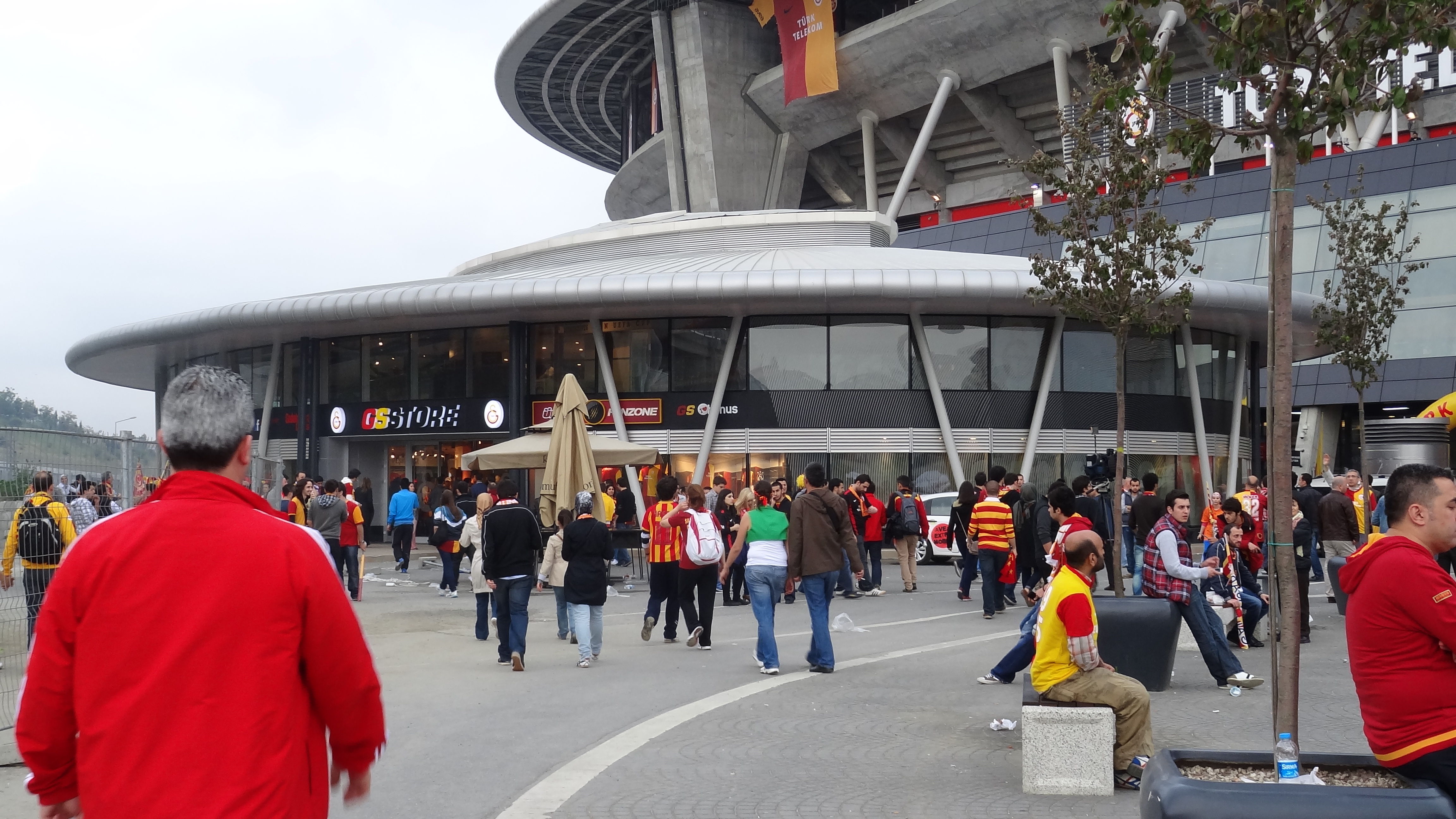
튀르크 텔레콤 아레나의 갈라타사라이 상점

| #  | 경기장                   | 연도      |
| -- | ------------------------ | --------- |
| 1  | 파파즌 사유르            | 1905–1921 |
| 2  | 타크심 경기장            | 1921–1940 |
| 3  | 셰레프 경기장            | 1940–1948 |
| 4  | 돌마바흐체 경기장        | 1948–1966 |
| 5  | 알리 사미 옌 경기장      | 1966–1972 |
| 6  | 돌마바흐체 경기장        | 1972–1980 |
| 7  | 알리 사미 옌 경기장      | 1980–1984 |
| 8  | 돌마바흐체 경기장        | 1984–1986 |
| 9  | 알리 사미 옌 경기장      | 1986–2003 |
| 10 | 아타튀르크 올림픽 경기장 | 2003–2004 |
| 11 | 알리 사미 옌 경기장      | 2004–2011 |
| 12 | 튀르크 텔레콤 아레나     | 2011–2017 |
| 13 | 튀르크 텔레콤 스타디온   | 2017-     |

| # | 경기장                   | 시즌 수 |
| - | ------------------------ | ------- |
| 1 | 알리 사미 옌 경기장      | 34      |
| 2 | 돌마바흐체 경기장        | 28      |
| 3 | 타크심 경기장            | 18      |
| 4 | 파파즌 사유르            | 17      |
| 5 | 셰레프 경기장            | 8       |
| 6 | 튀르크 텔레콤 아레나     | 3       |
| 7 | 아타튀르크 올림픽 경기장 | 1       |

## 서포터
이 주제에 관한 상세 정보는 터키 축구팀의 인기 척도에 있다.

### 유럽대항전 경기
갈라타사라이 팬들은 유럽대항전 경기에 다수 응집하며, 갈라타사라이는 팬들에 의해 유럽의 정복자로 알려져 있다. 이 별명은 1999-2000 시즌의 UEFA컵과 UEFA 슈퍼컵 우승 경험을 강조한다. 갈라타사라이 팬들은 유럽에 울트라슬란(ultrAslan)의 영향으로 세계에서 가장 열성적인 팬들로 알려져 있다. 라이언 긱스는 나는 갈라타사라이와 같은 경험을 해본 적이 없다. 경기 시작 두시간 전, 우리는 경기장을 살펴보기 위해 밖으로 나갔었는데, 관중들이 꽉 들어서 있었다! 응원은 환상적이었다: 한쪽 스탠드에서 시작하면, 반대쪽이 응원하다 조용해지고, 그리고 나서는 전원이 응원구호를 외치고 있었다! 선수들은 이를 마음에 들어 했다. 처음에 마음에 들기 보다는, 후에 그렇지 못하였다.'

### 기록
갈라타사라이 팬들은 2011년 3월 18일, 이스탄불의 튀르크 텔레콤 아레나에서 "스포츠 경기장의 최고로 큰 관중 소음"이라는 기록을 경신하였다. 경기장에서 낸 가장 큰 소음은 131.76dBA로 기록되었다.

### 터키 내의 갈라타사라이 인기
2000년, 언론이 실시한 설문 조사에서 갈라타사라이는 터키 내 최고의 인기팀으로 반영되었다. 2012년 6월에 실시된 근래의 설문 조사에서 갈라타사라이는 41.8%의 지지를 받아 1위에 랭크되었는데, 라이벌 클럽인 페네르바흐체 SK는 2위로 35.9%, 베식타시 JK는 3위로 16.3%, 그리고 트라브존스포르는 4위로 4.7%에 그쳤다.

### 이스탄불 더비

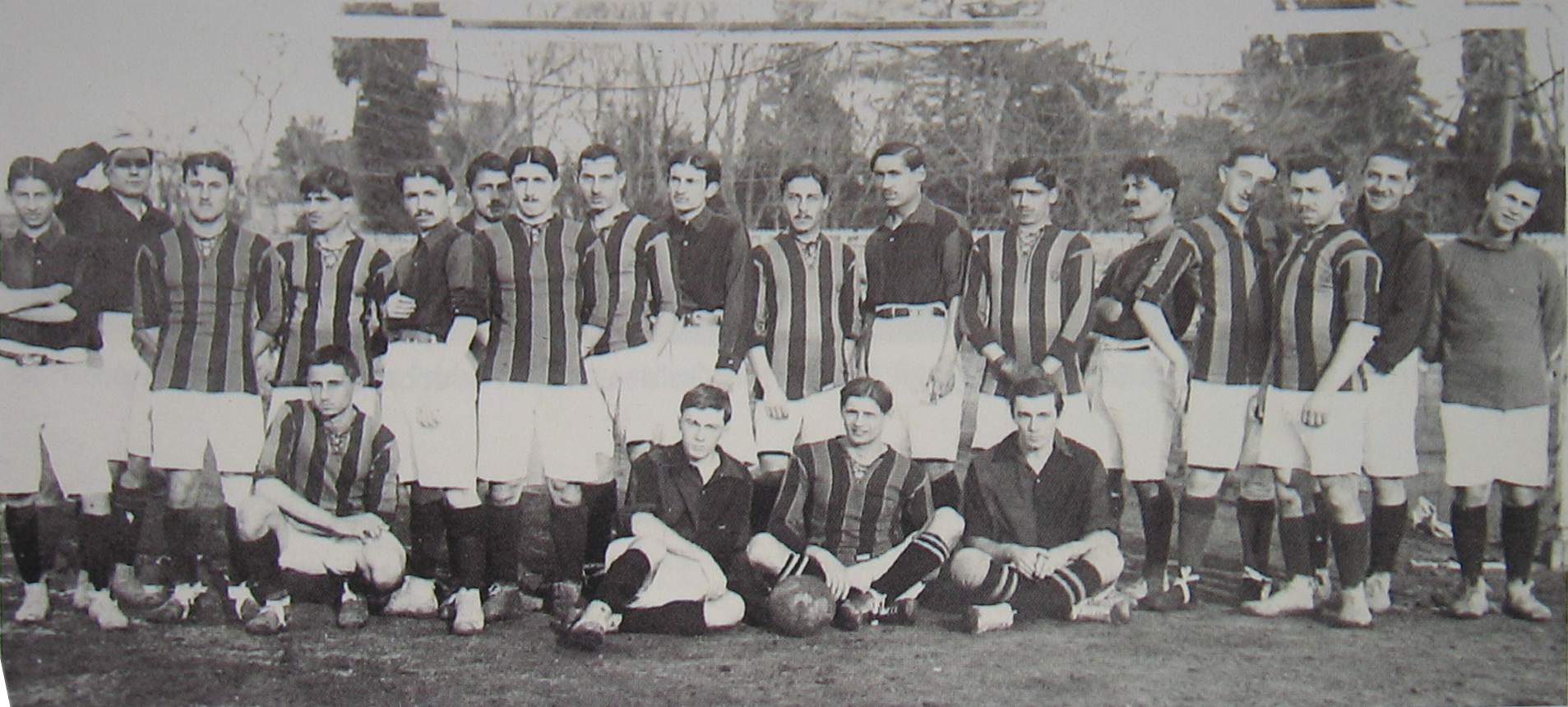
1913–14 시즌의 갈라타사라이와 페네르바흐체 선수단

이스탄불의 "빅3" 클럽인 베식타시 JK, 페네르바흐체 SK, 그리고 갈라타사라이 SK는 100년이 넘은 라이벌 관계의 역사를 지니고 있다. 갈라타사라이-페네르바흐체간의 경기는 이스탄불에서 가장 오래된 라이벌전으로, 터키 축구 역사상 가장 중요한 라이벌전이다. 그 결과 팬들에 의해 이 라이벌전은 상징적인 중요성이 부각되었다. 서포터들은 더비에서 승리하지 않고 리그를 우승하면 공허감이 든다고 자주 말한다. 이 더비는 경기 내외적으로 격렬한 분위기가 조성되기 때문에 항상 큰 관심을 모은다. 진짜 국제 축구의 공장의 한편을 포함한 많은 축구 다큐멘터리에서 이 더비를 소제로 하였다. 이 라이벌 관계는 수 차례 서포터간의 폭력사태로 번졌으나, 최근 이 사태는 줄어들고 있다. 더비 경기날에 찾아볼 수 있는 흔한 광경은 구단 상점, 경기 내내 큰 응원 소리, 상대팀을 조롱하는 소리, 이를 킥오프 전에 촬영하는 큰 카메라가 있다. 이스탄불 내의 1부리그 팀간 더비는 다음 팀들을 상대로도 한다. 이스탄불 BB, 카슴파샤 SK와의 경기가 있는데, 이 소규모 라이벌전은 역사적으로나 전국적 관심으로나 빅3간의 더비 경기에 비해 떨어진다.
횃불, 매연, 드럼, 깃발, 대형 포스터가 시각적 위엄을 조성하며, 원정오는 상대팀에게 팬들 말대로 "지옥에 오신걸 환영합니다" 라고 하면서 심리적 압박감을 부여한다.

## 우승 경력

### 유럽대항전
- UEFA 슈퍼컵

우승 (1): 2000
- UEFA컵

우승 (1): 1999–2000
- UEFA 챔피언스리그

4강 (1): 1988–89
8강 (5): 1962–63, 1969–70, 1993–94, 2000–01, 2012–13
- UEFA 컵위너스컵

8강 (1): 1991–92

### 국내대회
- 쉬페르리그

우승 (24): (최다 기록) 1961–62, 1962–63, 1968–69, 1970–71, 1971–72, 1972–73, 1986–87, 1987–88, 1992–93, 1993–94, 1996–97, 1997–98, 1998–99, 1999–2000, 2001–02, 2005–06, 2007–08, 2011–12, 2012–13,  2014–15, 2017–18,  2018–19,  2022–23, 2023-24
준우승 (11): 1959, 1960–61, 1965–66, 1974–75, 1978–79, 1985–86, 1990–91, 2000–01, 2002–03, 2013-14,  2020–21
- 튀르키예 쿠파스

우승 (14): (최다 기록) 1962-63, 1963-64, 1964-65, 1965-66, 1972-73, 1975-76, 1981-82, 1984-85, 1990-91, 1992-93, 1995-96, 1998-99, 1999-2000, 2004-05
준우승 (5): 1968-69, 1979-80, 1993-94, 1994-95, 1997-98

## 선수

### 현재 선수 명단
2025년 7월 8일 기준
참고: FIFA 자격 규정에 따라 소속된 국가대표팀 국기를 표시합니다. 선수는 복수의 FIFA 비회원국 국적을 가지고 있을 수 있습니다.
| 번호 | 포지션 | 국적     | 이름                   |
| ---- | ------ | -------- | ---------------------- |
| 5    | MF     | 튀르키예 | 에위프 아이든          |
| 6    | DF     | 콜롬비아 | 다빈손 산체스          |
| 9    | FW     |          | 마우로 이카르디 (주장) |
| 18   | MF     | 튀르키예 | 베르칸 쿠틀루 (3주장)  |
| 19   | GK     | 튀르키예 | 귀나이 귀벤츠          |
| 20   | MF     |          | 가브리엘 사라          |
| 23   | DF     | 튀르키예 | 카안 아이한 (부주장)   |
| 25   | DF     |          | 빅토르 넬손            |
| 34   | MF     | 우루과이 | 루카스 토레이라        |
| 42   | DF     | 튀르키예 | 압뒬케림 바르다크츠    |
| 50   | GK     | 튀르키예 | 잔카트 이을마즈        |

| 번호 | 포지션 | 국적     | 이름            |
| ---- | ------ | -------- | --------------- |
| 53   | MF     | 튀르키예 | 바르슈 이을마즈 |
| 77   | FW     |          | 알바로 모라타   |
| 81   | DF     | 튀르키예 | 알리 뷸뷸       |
| 83   | MF     | 튀르키예 | 에페 아크만     |
| 99   | MF     | 가봉     | 마리오 레미나   |

### 임대 선수 명단
참고: FIFA 자격 규정에 따라 소속된 국가대표팀 국기를 표시합니다. 선수는 복수의 FIFA 비회원국 국적을 가지고 있을 수 있습니다.
| 번호 | 포지션 | 국적     | 이름                                     |
| ---- | ------ | -------- | ---------------------------------------- |
| —    | GK     | 튀르키예 | 아타칸 오르두 (크르칼레귀쥐로 임대)      |
| —    | GK     | 튀르키예 | 바투한 셴 (가지안테프로 임대)            |
| —    | GK     | 튀르키예 | 베르크 발라반 (이스파르타 32로 임대)     |
| —    | DF     |          | 레오 뒤부아 (이스탄불 바샥셰히르로 임대) |
| —    | DF     |          | 파트리크 판 안홀트 (PSV로 임대)          |
| —    | DF     | 튀르키예 | 카즘잔 카라타슈 (앙카라귀쥐로 임대)      |
| —    | DF     | 튀르키예 | 에민 바이람 (베스테를로로 임대)          |
| —    | DF     |          | 마티아스 로스 (NEC로 임대)               |
| —    | DF     | 튀르키예 | 메테한 발타즈 (에위프스포르로 임대)      |
| —    | DF     | 튀르키예 | 카안 아르슬란 (페티예스포르로 임대)      |
| —    | DF     | 튀르키예 | 이이트 데미르 (아다나 1954로 임대)       |

| 번호 | 포지션 | 국적     | 이름                                          |
| ---- | ------ | -------- | --------------------------------------------- |
| —    | MF     |          | 니콜로 차니올로 (애스턴 빌라로 임대)          |
| —    | MF     |          | 유수프 데미르 (바젤로 임대)                   |
| —    | MF     | 튀르키예 | 유누스 아크귄 (레스터 시티로 임대)            |
| —    | MF     | 튀르키예 | 타일란 안탈리알르 (삼순스포르로 임대)         |
| —    | MF     |          | 알렉산드루 치칼더우 (코니아스포르로 임대)     |
| —    | MF     | 튀르키예 | 바란 아크사카 (겐츨레르비를리이로 임대)       |
| —    | MF     | 튀르키예 | 시라찬 나스 (윔라니예스포르로 임대)           |
| —    | MF     | 튀르키예 | 자네르 도안 (사르예르로 임대)                 |
| —    | MF     | 튀르키예 | 에미르한 카야르 (베이욜루 예니 차르스로 임대) |
| —    | FW     | 튀르키예 | 에렌 아이든 (초룸으로 임대)                   |
| —    | FW     | 튀르키예 | 할릴 데르비쇼을루 (하타이스포르로 임대)       |

### 역대 주장 목록
| 성명                | 연도      |
| ------------------- | --------- |
| 투르가이 셰렌       | 1960–1967 |
| 메틴 오크타이       | 1967–1969 |
| 탈라트 외즈카르슬르 | 1969–1971 |
| 우우르 쾨켄         | 1971–1973 |
| 무자페르 시파히     | 1973–1975 |
| 니하트 아크바이     | 1975–1978 |
| 메메트 오우즈       | 1978–1979 |
| 괴크멘 외즈데나크   | 1979–1980 |
| 파티흐 테림         | 1980–1985 |
| 쥐네이트 탄만       | 1985–1991 |
| 에르달 케세르       | 1991–1994 |
| 투가이 케리몰루     | 1994–1995 |
| 뷜렌트 코르크마즈   | 1995–2005 |
| 하칸 쉬퀴르         | 2005–2008 |
| 위미트 카란         | 2008–2009 |
| 아르다 투란         | 2009–2011 |
| 아이한 아크만       | 2011–2012 |
| 사브리 사르올루     | 2012–2014 |
| 셀추크 이난         | 2014-2020 |
| 페르난도 무슬레라   | 2020-     |

## 코칭 스태프
| 이름          | 국적     | 역할          |
| ------------- | -------- | ------------- |
| 오칸 부루크   | 튀르키예 | 감독          |
|               |          | 수석코치      |
|               |          | 골키퍼 코치   |
| 메틴 사크롤루 | 튀르키예 | 분석가        |
| 엠레 우트쿠잔 | 튀르키예 | 수석 스카우트 |
| 야신 퀼쉬크   | 튀르키예 | 피트니스 코치 |

## 회장
| 이름            | 임기      |
| --------------- | --------- |
| 파루크 쉬렌     | 1996–2001 |
| 메메트 잔순     | 2001–2002 |
| 외즈한 자나이든 | 2002–2008 |
| 아드난 폴라트   | 2008–2011 |
| 위날 아이살     | 2011–현재 |

## 클럽 이사회
풋볼 매니지먼트 트레이드 I.C.
| 지위                                               | 이름                |
| -------------------------------------------------- | ------------------- |
| 제너럴 디렉터                                      | 루트피 아르보안     |
| 스포르팅 코디네이터                                | 뷜렌트 툴룬         |
| 재정 및 행정 디렉터                                | 세데프 하즈살리홀루 |
| 대외 및 외부 관계 디렉터                           | 예쉼 톨로슬루       |
| 플로르야 메틴 오크타이 스포츠단지 및 훈련장 디렉터 | 파리 이을마즈       |
| 팀 매니저                                          | 젠크 에르귄         |
| 행정 보조                                          | 에즈기 에키즈       |

## 역대 감독
| 임기      | 성명                                          |
| --------- | --------------------------------------------- |
| 1916-1917 | 알리 사미 옌                                  |
| 1989–1990 | 지크프리트 헬트                               |
| 1990      | 무스타파 데니즐리                             |
| 1992–1993 | 카를-하인츠 펠트캄프                          |
| 1993–1994 | 라이너 홀만                                   |
| 1994–1995 | 라인하르트 자프티히                           |
| 1995–1996 | 그레임 수네스                                 |
| 1996–2000 | 파티흐 테림                                   |
| 2000–2002 | 미르체아 루체스쿠                             |
| 2002–2003 | 파티흐 테림                                   |
| 2003–2004 | 파티흐 테림 게오르게 하지                     |
| 2004–2005 | 게오르게 하지                                 |
| 2005–2007 | 에릭 헤러츠                                   |
| 2007–2008 | 카를-하인츠 펠트캄프 제바트 귈레르            |
| 2008–2009 | 미하엘 스키베 뷜렌트 코르크마즈               |
| 2009–2010 | 프랑크 레이카르트                             |
| 2010–2011 | 프랑크 레이카르트 게오르게 하지 뷜렌트 윈데르 |
| 2011–2013 | 파티흐 테림                                   |
| 2013–2014 | 파티흐 테림 로베르토 만치니                   |
| 2014-2015 | 체사레 프란델리                               |
| 2022      | 도메네크 토렌트 오칸 부루크                   |

## 최근 시즌
| 시즌    | 리그 | 순위 | 전 | 승 | 무 | 패 | 득 | 실 | 점 | 컵     | 유럽대항전 | 유럽대항전 | 감독                                          |
| ------- | ---- | ---- | -- | -- | -- | -- | -- | -- | -- | ------ | ---------- | ---------- | --------------------------------------------- |
| 2005-06 | SL   | 1    | 34 | 26 | 5  | 3  | 82 | 34 | 83 | 8강    | UC         | 1라운드    | 에릭 헤러츠                                   |
| 2006-07 | SL   | 3    | 34 | 15 | 11 | 8  | 58 | 37 | 56 | 8강    | UCL        | 조별리그   | 에릭 헤러츠                                   |
| 2007-08 | SL   | 1    | 34 | 24 | 7  | 3  | 64 | 23 | 79 | 준결승 | UC         | 3라운드    | 카를-하인츠 펠트캄프/제바트 귈레르            |
| 2008-09 | SL   | 5    | 34 | 17 | 8  | 9  | 57 | 39 | 61 | 8강    | UC         | 16강       | 미하엘 스키베/뷜렌트 코르크마즈               |
| 2009-10 | SL   | 3    | 34 | 19 | 7  | 8  | 61 | 35 | 64 | 8강    | UC         | 32강       | 프랑크 레이카르트                             |
| 2010-11 | SL   | 8    | 34 | 14 | 4  | 16 | 41 | 46 | 46 | 8강    | UC         | 플레이오프 | 프랑크 레이카르트/게오르게 하지/뷜렌트 윈데르 |
| 2011-12 | SL   | 1    | 34 | 23 | 8  | 3  | 69 | 24 | 77 | 16강   | -          | -          | 파티흐 테림                                   |
| 2012-13 | SL   | 1    | 34 | 21 | 8  | 5  | 66 | 35 | 71 | 16강   | UCL        | 8강        | 파티흐 테림                                   |

2013년 5월 19일 기준

1 갈라타사라이는 해당 시즌에 UCL에서 시작한 뒤 UC로 이동하였다.

리그 = 소속 리그;SL = 쉬페르리그; 순위 = 리그 최종 순위; 전 = 총 리그 경기 횟수; 승 = 리그 경기 승리 횟수; 무 = 리그 경기 무승부 횟수; 패 = 리그 경기 패배 횟수;

득 = 리그 경기 득점 횟수; 실 = 리그 경기 실점 횟수; 점 = 리그 승점

UCL = UEFA 챔피언스리그; UCWC = UEFA 컵위너스컵; UC = UEFA 유로파리그; 컵 = 튀르키예 쿠파스

색: 금색 = 우승; 은색 = 준우승.

## 유소년 시설
갈라타사라이는 터키 내에서 가장 체계적인 유소년 시설을 갖추고 있다. 플로르야의 귄뒤즈 클르스 유소년 시설은 이 부서의 중추이다. 갈라타사라이 SK PAF는 터키 유소년 리그를 3차례 우승하였다.
갈라타사라이 축구 아카데미는 7세에서 15세 사이의 아동 및 청소년을 훈련한다. 이 훈련시설은 터키, 오스트레일리아, 독일, 네덜란드, 영국에 걸쳐 75개소가 운영중이다.

## 스폰서십
갈라타사라이 SK와 스폰서십 협찬 계약을 맺은 기업들은 다음과 같다:
| 기업명                   | 계약 형태   |
| ------------------------ | ----------- |
| 튀르크 텔레콤            | 메인 스폰서 |
| 나이키                   | 용품 스폰서 |
| 제너럴 모터스            | 공식 스폰서 |
| 마이크로소프트           | 기술 스폰서 |
| 윌케르                   | 보조 스폰서 |
| 아베아                   | 보조 스폰서 |
| HCL Me                   | 보조 스폰서 |
| 오펠                     | 보조 스폰서 |
| 터키항공                 | 공식 스폰서 |
| 메디컬 파크              | 공식 스폰서 |
| 헤데프 필로 히즈메틀레리 | 공식 스폰서 |
| MNG 카르고               | 공식 스폰서 |
| HDI-게얼링               | 공식 스폰서 |
| 빌요네르                 | 공식 스폰서 |
| W 컬렉션                 | 공식 스폰서 |
| 존슨디버시               | 공식 공급사 |
| GNC                      | 공식 공급사 |
| 파워-플레이트            | 공식 공급사 |
| 얀덱스                   | 공식 공급사 |

## 참고 문헌
- Birand, M. A.,; Polat, M. M. (2006). 《Passion that continues for 100 years》. İstanbul: D Yapım. OCLC 164788939.
- Turagay, U.; Özgün, G.; Gökçin, B.; Ahunbay, Ö.; Özer, H. (2006). 《17 May: The story of a championship》. İstanbul: D Yapım. OCLC 169899400.
- Hasol, D. (2004). Dreams/realities in Galatasaray. İstanbul: Yapı Yayın. ISBN 978-975-8599-44-8
- Tuncay, B. (2003). Galatasaray with European Success and Notable Players. Yapı Kredi Kü̈ltü̈r Sanat Yayıncılık. ISBN 978-975-08-0427-4
- Yamak, O. (2001). 《Galatasaray: Story of 95 years》. Sinerji. OCLC 59287768.
- Çakar, A. (1995). 《90 questions about history of Galatasaray SK》. Cağaloğlu, İstanbul: Demir Ajans Yayınları. OCLC 42434622.
- Tekil, S. (1986). 《History of Galatasaray, 1905–1985》. Galatasaray Spor Kulübü. OCLC 25025508.
- Tekil, S. (1983). 《Galatasaray 1905–1982: Memories》. Arset Matbaacılık Koll. Şti. OCLC 62614035.
- İsfendiyar, F. (1952). 《History of Galatasaray》. İstanbul: Doğan Kardeş yayınları. OCLC 27753643.